# Plusiotricha
Plusiotricha is een geslacht van vlinders van de familie Uilen (Noctuidae), uit de onderfamilie Plusiinae.

## Soorten
- P. carcassoni Dufay, 1972
- P. fletcheri Dufay, 1972
- P. livida Holland, 1894
- P. pratti Kenrick, 1917